# ノーサンバーランド諸島
ノーサンバーランド諸島（英語、Northumberland Islands）とは、オーストラリア大陸北東沿岸部に存在する、南太平洋の島々の一群である。

## 地理
ノーサンバーランド諸島は、太平洋の縁海である珊瑚海に存在する島々である。グレート・バリア・リーフの一部であり、付近の海域には他にも幾つもの島々が見られる。おおよそ南緯21度30分、東経149度40分付近に位置しており、この場所はオーストラリア北東部のクイーンズランド州に属しているものの、その全てが無人島である。島々はノーサンバーランド諸島国立公園に指定されている。

## 名称の由来
この諸島は、キャプテン・クックの名で知られるジェームズ・クックが、1770年にオーストラリア大陸の東岸に沿うように北上した際に、ノーサンバーランド公爵にちなんで「Northumberland Islands」と命名された

。